# 鲁汶大广场

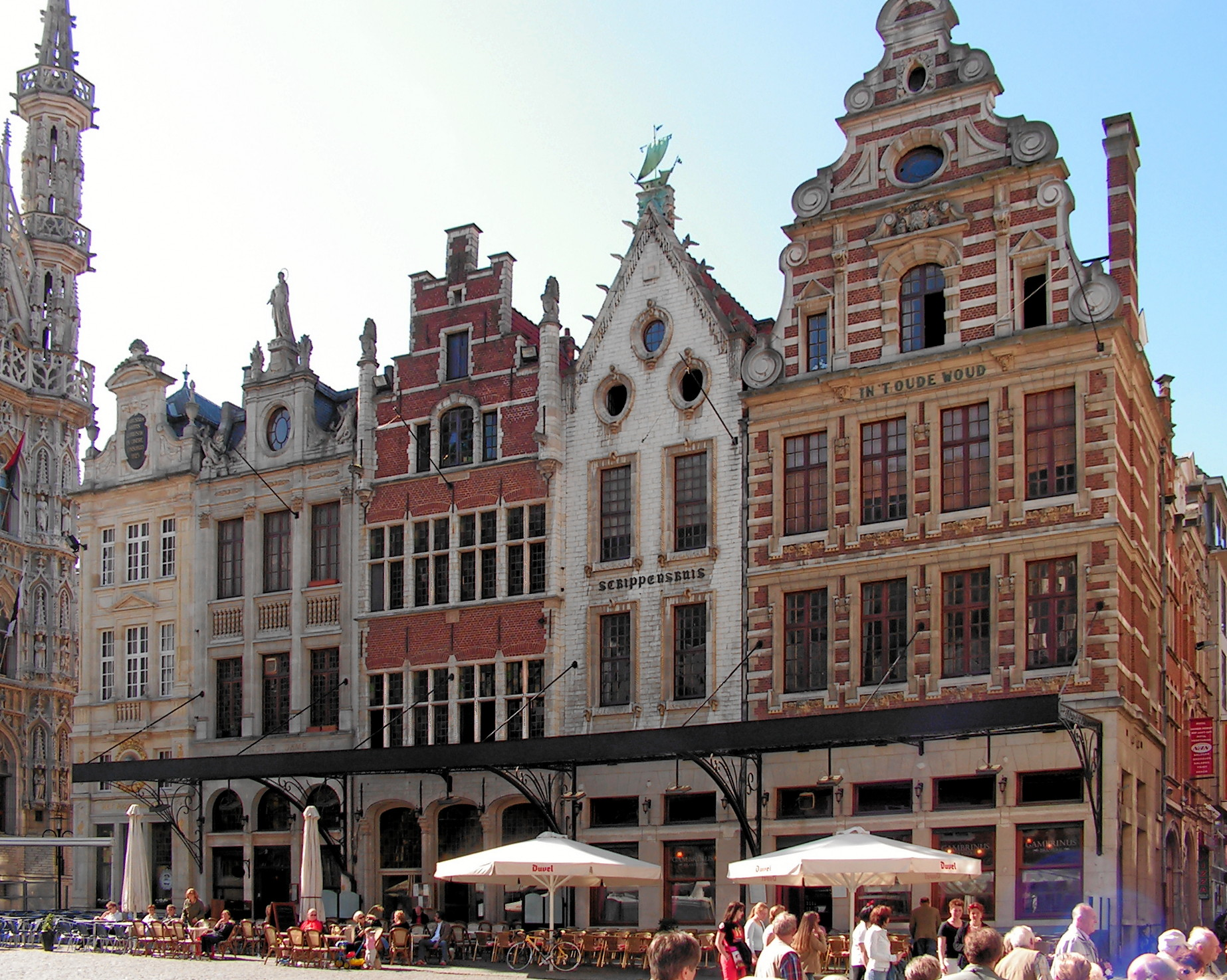
鲁汶大广场上的行会建筑

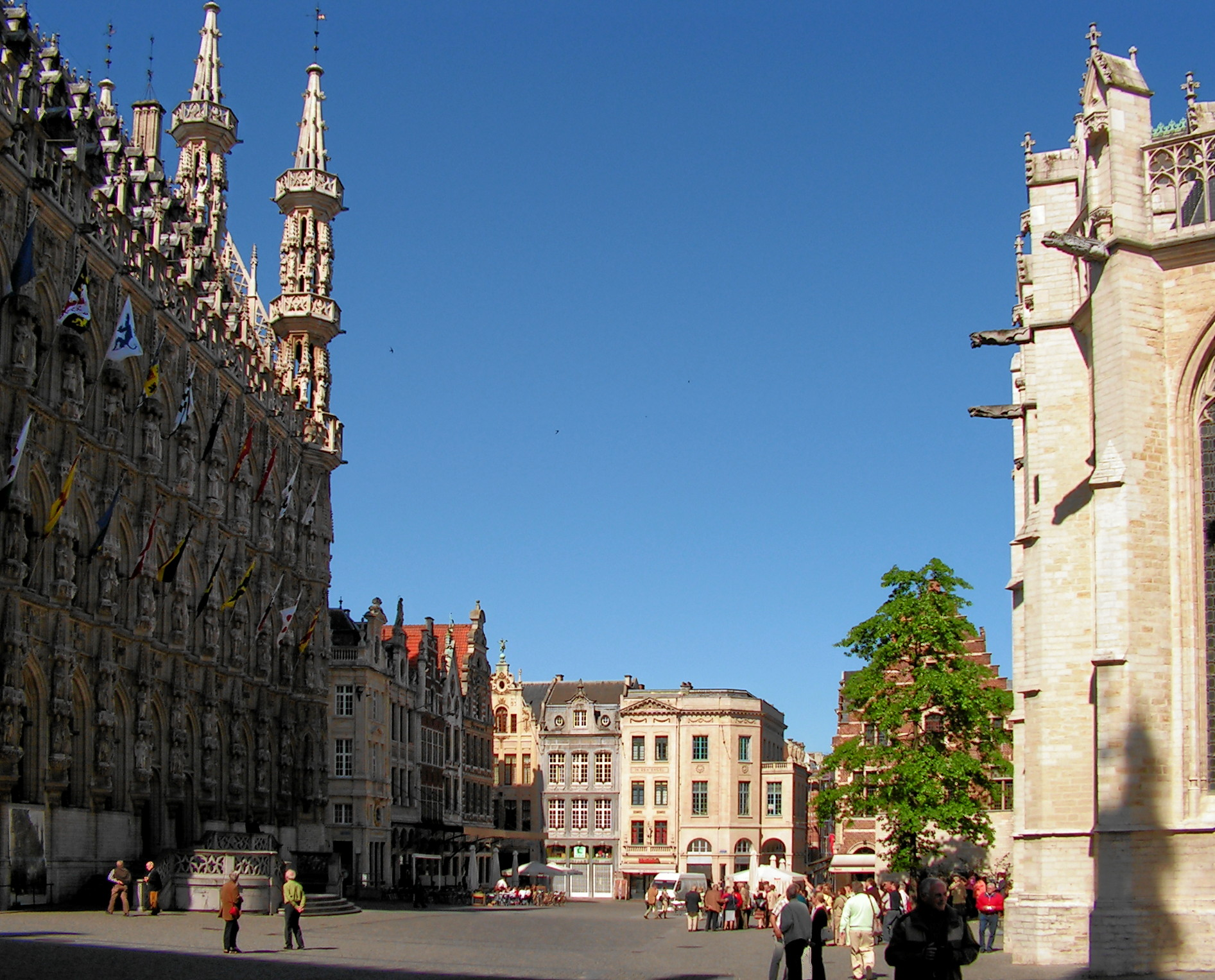
左侧的市政厅和右侧的圣伯多禄教堂

鲁汶大广场（荷兰语：Grote Markt）位於比利時鲁汶，介于老广场（Oude Markt）和福煦广场（Fochplein）之间，靠近盟军道（Bondgenotenlaan）和造币厂街（Muntstraat）。
鲁汶大广场位于一些著名景点之间，使其成为该市最繁忙的广场之一。但是，它已经有多年成为步行区，只有公共汽车允许通过。

## 建筑
这个位置是鲁汶最古老的地点。自14世纪鲁汶大学成立时，该广场已经形成目前的形状。广场上大部分建筑为哥特式建筑，鲁汶市政厅是其中杰出的范例。
广场上其他重要的建筑物还有圣伯多禄教堂和一些美丽的行会建筑。这里也不缺少酒吧。但是与附近更潮流、更为年轻化的老广场相比，大广场的风格较为正式和传统。

## 活动
鲁汶大广场经常举行各种文化活动，例如Flower Carpet。
50°52′45″N 4°42′05″E / 50.87917°N 4.70139°E